# Emanuel Fabri
Emanuel "Leli" Fabri (16 de desembre de 1952) és un exfutbolista maltès de la dècada de 1980.
Fou 28 cops internacional amb la selecció maltesa. Pel que fa a clubs, defensà els colors de Sliema Wanderers durant més d'una dècada.
Formà part de l'equip de Malta en el 12 a 1 davant Espanya l'any 1983.